# Parafia św. Floriana w Krężnicy Jarej
Parafia św. Floriana w Krężnicy Jarej – parafia rzymskokatolicka, znajdująca się w archidiecezji lubelskiej, w dekanacie Konopnica.

## Historia
Jan Długosz w swoich rocznikach napisał, że w 1325 w Krężnicy stał drewniany kościół parafialny. Znajdowały się w nim relikwie św. Floriana, sprowadzone z Rzymu w 1185. W czasach Długosza do parafii należały miejscowości: Krężnica, Strzeszkowice, Mętów, Czerniejów, Bystrzyca, Babin, Osmolice, Prawiedniki, Lissokalice i Rawszyce. W 1529 wydzielono parafię w Czerniejowie, a kilkadziesiąt lat później – parafię w Zemborzycach.
W okresie reformacji właściciele Krężnicy przeszli na ewangelicyzm i przez pewien czas świątynia służyła jako zbór. W 1595 zabudowania parafialne spłonęły, nieruchomości oddano w zarząd parafii w Zemborzycach i od tego czasu proboszczowie zemborzyccy byli równocześnie proboszczami krężnickimi. Kościół w Krężnicy odbudowano przed połową XVI w., jednak na prawach filii Zemborzyc.
Na początku XIX w. majątek kościelny w Krężnicy przeszedł na własność sióstr wizytek z Lublina. Zarządzały nim one do kasaty zakonu, czyli do 1866. Potem świątynię odremontowano. W 1883 miał miejsce następny pożar kościoła, z którego ocalała jedynie monstrancja. Dwa lata później wzniesiono murowaną świątynię, konsekrowaną w 1890 przez biskupa Franciszka Jaczewskiego. W 1920 odtworzono parafię w Krężnicy.

## Zasięg parafii
Do parafii należą wierni z następujących miejscowości: Majdan Krężnicki, Marianka, Nowiny, Osmolice Drugie (część), Osmolice-Kolonia.